# 主觀價值理論
主觀價值理論（英語：subjective theory of value）是一种经济理论，它认为商品之价值并非由于内在的客观属性或生产它的必要劳动等客观事物所决定，而是由行动着的个体对商品实现期望目标之作用大小所决定。
與主觀價值理論相反的是固有價值理論—例如勞動價值理論，認為一件物品的經濟價值是由生產過程中的勞動力量大小所決定的，這種理論經常被用以譴責利潤是一種剝削行為。而主觀價值理論則允許利潤的產生，認為那是個人在以較低的價格購買（或以更高的價格販賣）產品時必然產生的，而這種利潤是與生產中的勞動大小一致的，也因此否定了價值的固有理論。
主觀價值理論也產生了互惠交易的理論。一個人之所以願意購買某樣產品，是因為他加以評估後認為這樣產品的價值高於他為此付出的代價（如貨幣），否則他便不會進行交易，而會保留原先更有價值的東西。依照這種推理，交易中的雙方都認為他們會因此獲利（除了價值評估的錯誤之外）。
一些早期的經濟學家，例如中世紀的经院哲学家和18世紀及19世紀的法國經濟學家都曾提起主觀價值理論。但這個理論要直到奧地利經濟學派才被公式化，隨著卡爾·門格爾的邊際效用理論一起被提出，門格爾說：「對於價值的測量在本質上是完全主觀的，也因此一個產品可能對某個人而言有極高價值，但對另一個人則價值極小，或甚至沒有半點價值，這完全取決於他們對於這個產品的需求、以及產品的數量...也因此不只價值本身是主觀的、對於價值的測量也是主觀的。某些產品對於某些人而言總是具有價值，而這個價值也是完全取決於這些人的衡量。」（Principles of Economics）

## 政治牽涉
如果主觀價值理論是真的，那就代表了產品在沒有經過個人的衡量（亦即進入市場）之前，根本不可能斷定其價值。這就代表了政府干涉經濟的舉動（設立產品和服務的價格）是不正確的，同時這也代表實行计划经济的政府是完全錯誤的。支持主觀價值理論的人通常傾向於支持由個人自由選擇產品或服務的買賣價格，而非由政府予以干預。他們認為國家對個人自由衡量價值的過程加以干預是非理性的、不切實際的、或不道德的。
另一方面，如果產品和服務的價值真的可以徹底由消費者決定，也代表了那些專制的政府（抹滅經濟自由的政府）主張他們能完全了解人們需求的宣傳，只不過是對人民的洗腦罷了。

## 外部連結
- 28. Labor Theory of Value. from The Concise Guide To Economics由Jim Cox,對照勞動價值理論與價值的主觀理論
- Remarks on the Fundamental Problem of the Subjective Theory of Value （页面存档备份，存于）由路德維希·馮·米塞斯

1. ↑  卡尔·门格尔《经济学原理》(门格尔)（英语：Principles of Economics (Menger book)） p. 120 （页面存档备份，存于）